# Bobo Ashanti
Bobo Ashanti (inaczej Bobos lub Bobo Dreads) – jeden z trzech domów Rastafari. Jego członkowie uważają, że większość niewolników zabranych na Jamajkę pochodziło z plemienia Aszanti z Kumasi w Ghanie, którego oni są potomkami. 
Ruch Bobo Ashanti założony został przez księcia Emmanuela Charlesa Edwardsa na Jamajce około roku 1950. Sam książę uważany był za proroka, podobnie jak Marcus Garvey. Bobo uważają, że konieczna jest repatriacja wszystkich czarnych do Afryki. Uważają też, że powinni oni otrzymać odszkodowania za niewolnictwo. Mają dość odmienny ubiór: długie szaty i bardzo ciasno zawinięte turbany. Ich komuna ma własną odrębną konstytucję, a oni sami mają dość oryginalny styl życia, który ściśle odnosi się do Starotestamentowego Prawa Mojżeszowego, i obchodzą szabas od zachodu słońca w piątek do zachodu słońca w sobotę, nie pracując w tym okresie. Podczas szabatu nie wolno pracować oraz unika się spożywania soli i oleju. Kobiety nie mogą uczestniczyć w przygotowywaniu jedzenia w trakcie menstruacji. Mogą podawać jedzenie gościowi, ale nigdy nie mężczyźnie Bobo.
Większość mężczyzn w małej utopijnej komunie Bobo Hill, gdzie mieszkają Bobos, jest albo kapłanami, albo prorokami, którzy przeprowadzają uroczystości albo wnioskują. Do Trójcy zaliczają księcia Edwardsa, Marcusa Garveya i Cesarza Haile Selassie.